# Battle of the Buffet
Battle of the Buffet' var en incident som inträffade  efter matchen mellan Manchester United och Arsenal FC den 24 oktober 2004.

## Matchen
Matchen som spelades på Manchester Uniteds hemmaplan Old Trafford slutade med en 2-0-seger för United. Detta var matchen som avslutade Arsenals historiska "Invincibles" då de spelade 49-matcher i rad obesegrade.
Matchens målskytte öppnades efter 73:e spelade minuter med en straff slagen av Ruud van Nistelrooy, domaren Mike Riley blåste av för straff efter att Sol Campbell tacklat ner Wayne Rooney i straffområdet, situationen är väl diskuterad då många anser att straffen var felaktigt dömd. Matchens andra mål kom i 90:e minuten av Wayne Rooney.

## Följder
Sol Campbell vägrade skaka hand med Wayne Rooney efter matchen, och andra spelare skall enligt rapporter ha brusat upp i spelartunneln. Den omtalade händelsen efter matchen som gav incidenten dess speciella namn, var när den förre Arsenalspelaren Cesc Fàbregas kastade en pizza i ansiktet på Sir Alex Ferguson. Ferguson var under många år efter händelsen osäker på vem pizza-kastaren var, han uttalade sig om sina misstankar "They say it was Cesc Fabregas who threw the pizza at me but, to this day, I have no idea who the culprit is.", misstankarna visade sig stämma. Ferguson fick svart på vitt efter en intervju på BBC Radio 5 Live med förre Arsenalspelaren Martin Keown som bekräftade att det var Cesc Fàbregas som hade kastat pizzan.